# TV Liberal Belém
TV Liberal Belém é uma emissora de televisão brasileira sediada em Belém, capital do estado do Pará. Opera no canal 7 (21 UHF digital), e é afiliada à TV Globo. Pertence à Rede Liberal, rede de emissoras de propriedade do Grupo Liberal, sendo a cabeça de rede para todo o estado (exceto na área de atuação da TV Tapajós).

## História

### Antecedentes

#### Concessão da emissora
Em 1973, o empresário paraense Romulo Maiorana já era proprietário da Rádio Liberal e do jornal O Liberal, e havia comprado recentemente o jornal Folha do Norte do jornalista Paulo Maranhão, sendo estes os veículos iniciais do Grupo Liberal. Nesse mesmo ano, o grupo dava seu primeiro passo para conseguir um canal de televisão, quando no dia 18 de julho, Ossian Brito, após receber um telefonema de seu irmão, o engenheiro e diretor técnico da Rede Globo, coronel Wilson de Souza Brito, informa a Romulo sobre a licitação do MiniCom para um novo canal de televisão em Belém, que fora publicada no Diário Oficial da União.
Em 72 horas, através de uma sociedade formada entre Romulo Maiorana, Linomar Bahia (jornalista e diretor da Rádio Liberal), Walter Guimarães, Eládio Malato, Guaracy de Brito e Ossian Brito (que seria o futuro diretor da emissora), o Grupo Liberal entrou na concorrência pelo canal 7 VHF de Belém. Em outubro de 1974, pouco depois do Círio de Nazaré, Linomar Bahia recebe um telefonema e avisa a Romulo que a sociedade que eles haviam formado venceu a concorrência. Em 13 de novembro, o presidente Ernesto Geisel outorga o canal para o Grupo Liberal, e no dia seguinte o decreto nº 74.879 é publicado no Diário Oficial da União. Em 12 de dezembro, a Televisão Belém Ltda. (antiga razão social da emissora) é oficialmente registrada no Departamento Nacional de Telecomunicações (DENTEL).

#### Preparativos
Em 4 de julho de 1975, o DENTEL autorizou a implantação, tendo inicialmente como local a sede do Grupo Liberal, na Rua Gaspar Viana, 254, no Reduto. Porém o prédio, que já abrigava o parque gráfico e a redação dos jornais O Liberal e Folha do Norte, bem como os estúdios da Rádio Liberal, não tinha capacidade de receber uma emissora de TV. Ossian, Linomar e Wilson tiveram então que rodar a cidade atrás de um terreno para construir a sede da emissora, que acabou por ser o atual nº 350 da Avenida Nazaré, no bairro do Nazaré, ao lado da Alameda São Luiz. Após as negociações para a compra do terreno e a autorização do DENTEL, começou a ser construído um prédio com 4 blocos independentes e que ocupava uma área de 2.200 m². Maiorana viajou para os Estados Unidos, onde participou da feira da National Association of Broadcasters, onde comprou e encomendou equipamentos de última geração para a emissora, como câmeras, ilhas de edição, mesas de corte, entre outros. A TV Liberal, como já era chamada por Maiorana, era na época, a emissora mais equipada e moderna do país.
Em meio aos preparativos, a Rede Globo, que tinha como afiliada em Belém a TV Guajará desde 1967, decide não renovar o seu contrato de afiliação com a emissora. Na época, Ossian Brito também desempenhou um papel fundamental nas articulações para que a Globo deixasse a TV Guajará, tendo linha direta com o presidente Geisel através do seu cunhado, o general Gustavo Moraes Rego Reis, assessor do presidente, que pressionou a Globo para transferir a sua afiliação para a TV Liberal. Somado a isso, a TV Guajará também era ligada a um de seus adversários políticos, o senador Jarbas Passarinho, que era casado com a prima do proprietário da emissora, Lopo de Castro. Ficou estabelecido que a TV Liberal assumiria a afiliação em 1.º de maio de 1976, um dia após o fim do contrato e da afiliação com a TV Guajará.
Operando inicialmente com um transmissor de 5 kW de potência, a TV Liberal, em caráter experimental, foi ao ar pela primeira vez à meia-noite de 2 de abril de 1976. Uma seleção de desenhos animados era exibida, e depois de um momento, os apresentadores Vera Cascaes e Francisco César saudaram os telespectadores e informavam que a emissora estava no ar para testar seus equipamentos. Após 14 meses de trabalho, a TV Liberal estava pronta para ir ao ar em definitivo no dia 1.º de maio. Porém, devido a conflitos de agenda de um dos convidados da inauguração, o ministro das comunicações Euclides Quandt de Oliveira, a data foi remarcada para o dia 27 de abril.

### 1976 a 1979
"A TV Liberal Canal 7 dá início à sua programação inaugural, num acontecimento histórico para a capital paraense pela alta expressão do empreendimento e sua grande repercussão na vida social e econômica do Estado."

Jaime Bastos, durante a inauguração da emissora em 1976.
A TV Liberal foi oficialmente inaugurada no dia 27 de abril de 1976, quase um ano antes do fim do prazo que o DENTEL havia dado para a sua implantação. A festa de inauguração da emissora foi praticamente o assunto do dia na capital paraense. Cerca de nove quarteirões no entorno da sede da emissora, desde a Travessa Quintino Bocaiúva até a Travessa Doutor José Moraes, além das avenidas Governador José Malcher, Nazaré e Comandante Brás de Aguiar foram fechados ou tiveram o trânsito parcialmente interrompido. Romulo Maiorana, sua esposa Lucidéa Maiorana e seus 7 filhos, além de uma plateia de cerca de 500 convidados, que incluíam o governador do estado Aloysio Chaves, o prefeito de Belém Ajáx Oliveira, além de representantes do governo militar, artistas, personalidades e diretores da Rede Globo, como Joseph Wallach e Walter Clark, bem como aqueles que ajudaram na construção do canal, estavam presentes no evento.

A capa de O Liberal em 28 de abril de 1976, cuja manchete dizia "TV Liberal voltada para servir o Pará"

Às 19h30, o ministro Quandt acionou um botão que colocava a emissora no ar, e ao mesmo tempo, a sirene da redação de O Liberal no Reduto soava para a anunciar a entrada da emissora no ar. O radialista Jaime Bastos leu um breve texto sobre a inauguração da emissora, enquanto sua imagem se alternava com a da multidão que o assistia. Os repórteres Ubiratan d'Aguiar e Joaquim Antunes entrevistavam os convidados, e após Bastos concluir seu texto, seguiram-se os discursos de Maiorana, Quandt e Aloysio Chaves. A multidão dentro e fora da emissora aplaudia, e no prédio vizinho da Aliança Francesa (não mais existente), ninguém queria assistir as aulas. Em seguida, os convidados seguiram para a Assembleia Paraense, onde foi servido um banquete em homenagem a fundação da emissora. No dia seguinte, seguiu-se uma programação especial até o dia 30 de abril, que mostrava a reprise da inauguração da emissora e o histórico da conquista do canal, além de enlatados.
Em 1.º de maio, a TV Liberal passava oficialmente a ser afiliada da Rede Globo no estado do Pará, condição que ostenta até os dias atuais, em substituição à TV Guajará, que passou por um período de independência até sua afiliação com a Rede Bandeirantes em 1.º de novembro. Sua programação inicialmente era composta apenas dos blocos locais do Hoje e do Jornal Nacional, que se resumiam em pouco mais de cinco minutos de duração. Poucos programas da Globo eram exibidos via satélite na época, razão pela qual a emissora recebia malotes vindos de avião do Rio de Janeiro e que passavam antes pelas outras afiliadas até chegar em Belém. Como retaliação por perder a afiliação com a Globo, a TV Guajará, que ainda detinha contrato com a Embratel, não deixava o canal 7 utilizar o satélite para retransmitir os programas ao vivo da Globo, razão pela qual muitos programas ao vivo chegavam a ser gravados em Brasília para depois serem enviados à Belém e serem exibidos logo depois, como o Jornal Nacional.

### Década de 1980
A partir de 1980, a TV Liberal sofre as primeiras reformas administrativas. Ribamar Gomes, que era supervisor de operações do canal 7, deixa a emissora. Ossian Brito, diretor de programação, foi substituído por Fernando Nascimento, que havia sido contratado por Maiorana para cuidar da Rádio Liberal, e teve suas funções estendidas à televisão, mesmo sem experiência na área. A emissora, que era a mais bem equipada da cidade, não demorou muito a conquistar a liderança de audiência, desbancando a TV Guajará e sua maior concorrente, a TV Marajoara, que teve a concessão cassada naquele ano devido a falência da Rede Tupi.
Em abril de 1986, o fundador da emissora, Romulo Maiorana, morre vítima de um câncer. Todas as empresas do Grupo Liberal, incluindo a TV Liberal, passam a ser administradas pela viúva Lucidéa Maiorana, e pouco tempo depois, Romulo Maiorana Júnior assume o cargo de diretor-presidente da emissora.

### Década de 1990
A emissora chega na década de 1990 firmando sua posição como líder de audiência na Grande Belém, e promovendo eventos de interesse local que aproximavam ainda mais o telespectador e a emissora, como a Copa Liberal de Futsal e o Torneio Intercolegial de Vôlei, além da Corrida do Círio, que já era promovida desde 1983, e no início da década seguinte já se tornava a maior prova de atletismo do Norte brasileiro.
No entanto, cresce também a concorrência com as outras emissoras de TV, especialmente a RBA TV, que pertencia desde 1988 ao Grupo RBA de Comunicação de Jader Barbalho, que assim como Romulo Maiorana Júnior, herdou do seu pai Laércio Barbalho a rivalidade entre as duas famílias no meio político e também no meio das comunicações, que viria a se intensificar nos anos seguintes.
Ainda na década de 1990, as Organizações Romulo Maiorana começam a expansão do sinal da emissora para os municípios do interior, com a criação da Rede Liberal. O projeto foi iniciado em 1993, com a criação da TV Liberal Altamira, e no decorrer da década, mais 7 emissoras foram instaladas nos municípios de Castanhal, Itaituba, Marabá, Parauapebas, Redenção, Tucuruí e Paragominas. A emissora também passou a utilizar em 1997 o sistema de retransmissoras da Fundação de Telecomunicações do Pará (FUNTELPA), e passava assim a cobrir a maioria do estado do Pará, exceto a área de cobertura da TV Tapajós de Santarém.

### 2000-atualmente

Logotipo da emissora entre 2008 e 2019

Em fevereiro de 2007, após assumir o comando do governo do estado, a nova gestão da FUNTELPA suspendeu o convênio firmado com a TV Liberal para a utilização das 78 retransmissoras da Rede Cultura do Pará na gestão do governador Almir Gabriel em 1997, e também o repasse mensal que a FUNTELPA fazia à emissora para manutenção das retransmissoras, que já totalizava em cerca de dez anos mais de 37 milhões de reais A ORM entrou na justiça com um pedido de indenização em R$ 3.400.000,00 devido a uma manutenção feita nos equipamentos entre janeiro e maio de 2007, porém, o processo nunca foi julgado.
Em 1.º de abril de 2015, as Centrais Elétricas do Pará (CELPA) começaram a interromper o fornecimento de energia de 15 empresas da Organizações Romulo Maiorana, devido a atrasos nos pagamentos. Como resultado, a TV Liberal teve a energia elétrica cortada em uma retransmissora de Rio Maria, além de uma outra já desativada em Santarém. A ORM, através de seus meios de comunicação, reagiu publicamente as ações da CELPA iniciando uma campanha de opinião pública contra a empresa.
Em 10 de outubro de 2017, o presidente da emissora e da ORM, Rômulo Maiorana Júnior, foi destituído do cargo que ocupava há quase 30 anos, sendo sucedido pelo seu irmão, Ronaldo Maiorana, após cisão entre os familiares pelo controle da empresa. Posteriormente, os ativos da ORM (hoje Grupo Liberal) seriam divididos, e Rominho criaria o Grupo Roma.

## Sinal digital
| Canal virtual | Canal digital | Resolução de tela | Programação                                       |
| ------------- | ------------- | ----------------- | ------------------------------------------------- |
| 7.1           | 21 UHF        | 1080i             | Programação principal da TV Liberal Belém / Globo |

A emissora iniciou os testes para implantação do seu sinal digital em 29 de julho de 2009, pelo canal 21 UHF, e iniciou oficialmente suas transmissões em 10 de setembro. A solenidade de lançamento do sinal digital ocorreu na sede da emissora, que contou com a presença do presidente das Organizações Romulo Maiorana, Romulo Maiorana Júnior, da governadora do estado, Ana Júlia Carepa, do prefeito de Belém, Duciomar Costa, do gerente de engenharia de afiliadas e expansão da Rede Globo, Arthur Vilella, além de mais de 300 convidados.
Em 2013, passou a exibir em alta definição seus programas especiais e atrações previamente gravadas, como o Liberal Comunidade e o É do Pará, além de matérias enviadas para os telejornais nacionais. Mas apenas em 7 de outubro de 2018 a TV Liberal Belém passou a exibir seus telejornais e programas ao vivo no formato, sendo a última afiliada da Rede Globo em uma capital brasileira a possuir jornalismo em alta definição.
Transição para o sinal digital
Com base no decreto federal de transição das emissoras de TV brasileiras do sinal analógico para o digital, a TV Liberal, bem como as outras emissoras de Belém, cessou suas transmissões pelo canal 7 VHF em 30 de maio de 2018, seguindo o cronograma oficial da ANATEL. A emissora interrompeu as transmissões durante o Profissão Repórter às 23h59, quando inseriu o slide com o aviso do MCTIC e da ANATEL sobre o switch-off.

## Programas
Além de retransmitir a programação nacional da TV Globo, atualmente a TV Liberal Belém produz os seguintes programas:
- Bom Dia Pará: Telejornal, com Márcio Lins;
- G1 em 1 Minuto Pará: Boletim jornalístico, com Thais Rezende e Jorge Sauma;
- Jornal Liberal 1.ª edição: Telejornal, com Priscilla Castro;
- Globo Esporte PA: Jornalístico esportivo, com André Laurent (bloco local);
- Jornal Liberal 2.ª edição: Telejornal, com João Jadson;
- É do Pará: Programa de variedades, com Tainá Aires;
- Liberal Comunidade: Jornalístico, com Tayse Assis;
- Liberal Notícia: Boletim jornalístico, durante a programação

### Jornalismo
A emissora estreou seus primeiros telejornais em 1.º de maio de 1976, com as versões locais do Hoje, apresentado por Francisco César e Vera Cascaes, e do Jornal Nacional, apresentada também por Francisco César e por Aldo César, ambos com apenas 5 minutos de duração, além do boletim jornalístico Jornalismo Eletrônico. Walter Bandeira era responsável por treinar a dicção dos jornalistas, a maioria oriundos da Rádio Liberal. Milton Mendonça, vindo da TV Marajoara, foi o primeiro diretor de jornalismo da emissora, e Bernardino Santos e Dalvino Flores os primeiros repórteres. Outros nomes como Alex Bolonha, Jayme Bastos, Nelma Nicolau, Roberto Sisson, Jerônimo Filho, Vanda Bandeira, Paulo Carneiro, Marco Antônio Santos e Joana d'Arc Pietrolongo fizeram parte do jornalismo da TV Liberal em sua fase inicial.
No setor esportivo, o Liberal Esporte, apresentado por Mário Antônio dos Santos, foi o primeiro programa esportivo da emissora, tendo apenas três minutos de duração e indo ao ar na hora do almoço. Poucos anos depois, Mário Antônio dos Santos foi sucedido por Zaire Filho, que se tornou o apresentador com mais tempo no comando da atração. Das primeiras coberturas jornalísticas da emissora, podem-se destacar as eleições municipais de Belém em 1976, as cheias do Baixo Amazonas em 1977, e os incêndios ocorridos na antiga Concessionária Tágide e no supermercado Pão de Açúcar já na década de 1980.
Em meio a tantas coberturas, o jornalismo da emissora ainda precisava evoluir. Os âncoras não possuíam teleprompter, razão pela qual liam as notícias nas pautas e olhavam para câmera ao mesmo tempo. Nelma Nicolau utilizou-se de folhas de cartolina onde escrevia os seus textos, e colocava-os próximos da câmera, criando um TP "artesanal". As matérias eram feitas com películas em preto e branco, que precisavam ser reveladas antes de irem pro ar. Walter Júnior, que era chefe de reportagem, arriscou seu emprego ao utilizar filmes coloridos, que por serem caros na época eram apenas para coberturas especiais, em uma matéria sobre o paraíso das tartarugas, sem que seu patrão Romulo Maiorana soubesse. Porém, Romulo gostou tanto da ideia que decidiu comprar uma caminhonete que foi posteriormente adaptada para o transporte de VT e, finalmente, o jornalismo abandonava os filmes em preto e branco.
Em 1980, a TV Liberal cobriu a visita do Papa João Paulo II a Belém, com entradas ao vivo da chegada do pontífice ao Aeroporto Internacional de Val de Cans e da missa por ele celebrada na Avenida 1.º de dezembro (hoje Avenida João Paulo II). Em 1981, com as reformas ocorridas no departamento jornalístico, os equipamentos da emissora também começam a ser substituídos. Os filmes de Quadruplex são substituídos pelas fitas U-matic e os videotapes passavam a ser utilizados com mais frequência, o que facilitou o trabalho da emissora e deu mais agilidade ao jornalismo, que agora passava a contar com teleprompteres, fazendo com que os âncoras não precisassem mais ler as notícias nas pautas e olhar para câmera ao mesmo tempo.
Em 3 de janeiro de 1983, estreava durante as manhãs o Bom Dia Pará. O Jornal das Sete, sucessor do antigo bloco local do Jornal Nacional e o Jornal Hoje são substituídos pelo Jornal Liberal, seguindo a reformulação do jornalismo local das emissoras da Rede Globo (Praça TV), e o Liberal Esporte é substituído pelo bloco local do Globo Esporte. Walter Guimarães, Afonso Klautau, Ronald Junqueira e Emanuel Villaça foram alguns dos diretores de jornalismo na época, e nomes como Vic Pires Franco, Valéria Pires Franco, Eloy Nunes, Francy Rodrigues, Ney Messias, Nélia Ruffeil, Salomão Mendes, Mariza Ferrari, Nyelsen Martins, entre outros, destacaram-se no comando dos telejornais.
Em 1992, estreou o programa Liberal Comunidade, a exemplo do Globo Comunidade, exibido nas manhãs de domingo. No mesmo ano, o jornalista Emanuel Villaça foi feito refém por índios caiapós, após uma matéria que a TV Liberal exibiu ter acusado o cacique da tribo de ter agredido sexualmente uma professora. Em 17 de abril de 1996, o jornalismo da Liberal volta a ter grande destaque em rede nacional, quando a equipe da emissora cobriu com exclusividade o Massacre de Eldorado dos Carajás, que resultou na morte de 19 pessoas. A repórter Marisa Romão e o cinegrafista Osvaldo Araújo mostraram os principais momentos do confronto entre membros do Movimento dos Sem Terra, que fechavam a rodovia PA-150, contra a Polícia Militar do Estado do Pará, chegando a ficar no meio do fogo cruzado entre os dois grupos. As imagens mostradas em rede nacional pela Rede Globo chamaram a atenção das autoridades e dos governantes para a iminência desses conflitos, que agora eram de interesse nacional.
Em 31 de maio de 1999, os telejornais locais são totalmente reformulados, ganhando novos cenários e pacotes gráficos. O Jornal Liberal passa a levar o nome das Organizações Romulo Maiorana entre 1999 e 2006, quando passa a se chamar JLTV. Em 2008, estreia o boletim jornalístico Liberal Notícia, seguindo os moldes do Radar da Rede Globo, utilizado desde a cobertura dos Jogos Panamericanos de 2007. Em 2009, a emissora passou a dispor do LibCop, um helicóptero utilizado na cobertura ao vivo de fatos que ocorrem na Grande Belém. Em 20 de abril de 2012, estreiam as versões locais dos portais G1 e globoesporte.com e também do novo site da TV Liberal, e o Jornal Liberal 1.ª edição foi apresentado por Layse Santos diretamente da redação de jornalismo da emissora.
Em 11 de dezembro de 2017, Tayse Assis substitui Clotilde Dantas na apresentação do Bom Dia Pará, passando a fazer dupla com Márcio Lins.
A emissora apresenta desde 2019 a Retrospectiva Pará durante o último sábado de dezembro, trazendo os destaques do Estado com matérias exibidas pelo Bom Dia Pará, Jornal Liberal 1.ª e 2.ª edição, Globo Esporte Pará, além de relembrar alguns eventos promovidos pelo canal. O especial é uma versão local da Retrospectiva, exibida pela TV Globo e era exibido inicialmente após o Jornal Hoje. Posteriormente, passou a ser exibido após a faixa de edição especial da tarde.

### Entretenimento
O primeiro programa de entretenimento exibido pela TV Liberal foi o Pierre Show, feito pelo colunista social Pierre Beltrand, do jornal O Liberal. A atração estreou em 1980, depois de anos sendo exibida pela TV Marajoara, que teve a concessão cassada naquele ano, e assim como vários outros exibidos naquela época, era voltado para notícias sobre a sociedade paraense. O Pierre Show ficou pouco tempo no ar devido a fatores como a rigidez da programação da Rede Globo, que tinha pouco espaço para programas locais, além do formato que não se encaixava na programação, e se tornou um quadro do Jornal Liberal 1.ª edição, com o nome de "Minuto Social".
Décadas depois, em 2004, estreou o programa É do Pará, que visa mostrar as ações e iniciativas de profissionais e empresas paraenses nas mais diversas áreas. A partir da década de 2010, o formato do programa começou a sofrer alterações, e passou a adotar uma linha mais popular, com a divulgação de receitas culinárias e a participação de artistas ao vivo.
A TV Liberal também exibe programas por temporada. Desde 2012, vai ao ar o especial de fim de ano Sons do Pará, sempre no mês de dezembro, e que reúne os ícones musicais da região, os ritmos tradicionais e depoimentos de artistas de todo o país sobre a música paraense. E em 26 de agosto de 2017, estreou aos sábados o Expedição Pará, que mostra em forma de documentário as belezas do estado, através de trilhas e praticas esportivas.

### Transmissões especiais

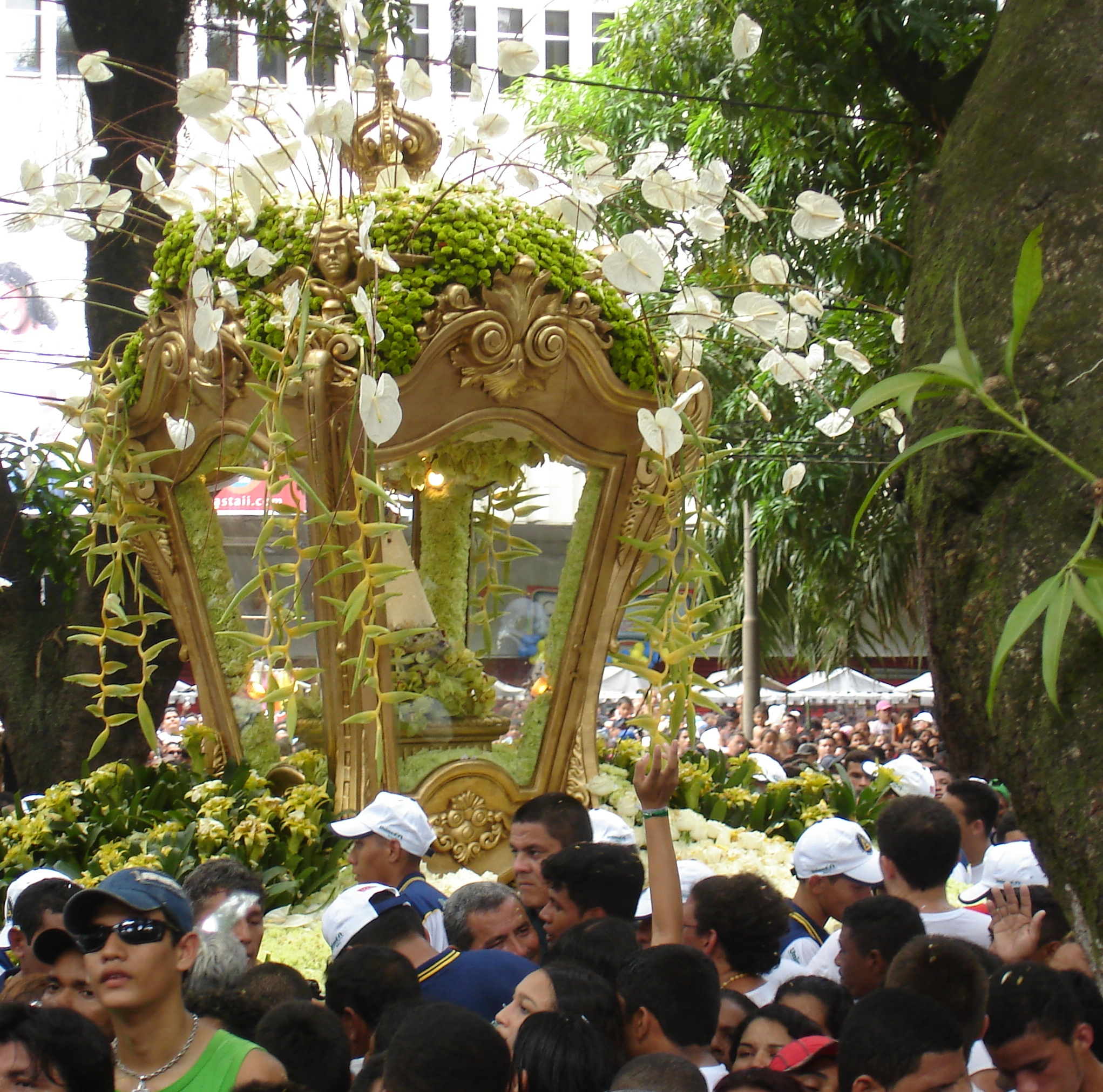
O Círio de Nazaré foi a primeira grande transmissão da TV Liberal, que de maneira inédita, o exibiu à cores.

A emissora faz a cobertura anual do Círio de Nazaré desde 1976, sendo essa sua primeira grande transmissão. A emissora exibia ao vivo as imagens da Procissão do Círio que passava pela sua portaria na Avenida Nazaré, junto com momentos gravados durante a programação em imagens à cores, sendo a pioneira das TVs de Belém nessa transmissão. Em 1997, a Liberal foi novamente pioneira ao transmitir as imagens do evento ao vivo via internet para o mundo inteiro.